# 35. Reserve-Division (Deutsches Kaiserreich)
Die 35. Reserve-Division war ein Großverband der Preußischen Armee im Ersten Weltkrieg.

## Gliederung

### Kriegsgliederung bei Mobilmachung 1914
- 5. Landwehr-Infanterie-Brigade
  - Landwehr-Infanterie-Regiment Nr. 2
  - Landwehr-Infanterie-Regiment Nr. 9
- 20. Landwehr-Infanterie-Brigade
  - Landwehr-Infanterie-Regiment Nr. 19
  - Sächsisches Landwehr-Infanterie-Regiment Nr. 107
- Schweres Reserve-Reiter-Regiment Nr. 3
- Ersatz-Abteilung/1. Westpreußisches Feldartillerie-Regiment Nr. 35
- Ersatz-Abteilung/Thorner Feldartillerie-Regiment Nr. 81
- 1. Reserve-Kompanie/1. Westpreußisches Pionier-Bataillon Nr. 17

### Kriegsgliederung im April 1916
- 5. Landwehr-Infanterie-Brigade
  - Landwehr-Infanterie-Regiment Nr. 2
  - Landwehr-Infanterie-Regiment Nr. 9
  - Sächsisches Landwehr-Infanterie-Regiment Nr. 107
  - Landsturm-Infanterie-Regiment Nr. 13
  - Schwere Reserve-Reiter-Regiment Nr. 3
- Reserve-Feldartillerie-Regiment Nr. 35
- 1. Reserve-Kompanie/1. Westpreußisches Pionier-Bataillon Nr. 17
- Landsturm-Pionier-Kompanie Nr. 9
- Minenwerfer-Kompanie Nr. 235

## Geschichte
Die Division wurde bei Ausbruch des Ersten Weltkriegs aus der Hauptreserve der Festung Thorn gebildet und im weiteren Kriegsverlauf ausschließlich an der Ostfront eingesetzt. Nach Kriegsende verblieb die Division weiterhin in der Ukraine und kehrte erst im März 1919 vollständig in die Heimat zurück, wo sie anschließend demobilisiert und dann aufgelöst wurde.

### Gefechtskalender

#### 1914
- 6. bis 22. August --- Grenzschutz zwischen Thorn und Soldau
- 23. bis 31. August --- Schlacht bei Tannenberg
- 3. bis 4. September --- Gefecht bei Mlawa
- 5. bis 15. September --- Schlacht an den Masurischen Seen
  - 12. September --- Schönau
  - 14. September --- Mlawa
- 18. September --- Gefecht bei Chorzele
- 19. September --- Gefechte bei Przasnysz und Rostkowo
- 21. September --- Gefecht bei Sonsk
- 9. bis 19. Oktober --- Schlacht bei Warschau
- 22. bis 28. Oktober --- Kämpfe an der Rawka
- 5. November bis 15. Dezember --- Kämpfe bei Czenstochau
  - 14. November --- Vorpostengefechte bei Miedzno
- 15. bis 18. Dezember --- Verfolgungskämpfe bis zur Czarna
  - 16. Dezember --- Plawno und Kobiele-Male
  - 18. Dezember --- Gefecht bei Krasocin
- ab 19. Dezember --- Kämpfe an der Lososina und Czarna
  - 30. bis 31. Dezember --- Lopuszno

#### 1915
- bis 28. März --- Kämpfe an der Lososina und Czarna
  - 5. bis 8. März --- Gefecht bei Lopuszno
- 28. März bis 2. April --- Transport von Polen nach Ungarn
- 2. bis 13. April --- Osterschlacht im Laborczatal
- 14. April bis 4. Mai --- Stellungskämpfe im Laborczatal
- 5. bis 14. Mai --- Verfolgungskämpfe in Mittelgalizien
  - 6. bis 7. Mai --- Angriff auf die Magura
  - 8. Mai --- Komancza
  - 9. bis 10. Mai --- Vorwerk Tura
- 15. Mai bis 13. Juni --- Kämpfe um Przemysl
- 16. bis 17. Mai --- Bolanowice
- 18. Mai --- Lutkow
- 19. bis 20. Mai --- Tomanowicz
- 21. bis 31. Mai --- Tomanowicz-Zlotkowice
- 1. bis 3. Juni --- Tomanowicz-Mysiatycze
- 4. bis 13. Juni --- Schlacht bei Moschka
- 14. bis 16. Juni --- Fedziury, Glynowata-Gora
- 17. bis 22. Juni --- Schlacht bei Lemberg
  - 17. Juni --- Lelechowka
  - 19. Juni --- Schlacht an der Wereszyca
- 19. bis 22. Juni --- Zaskow-Zarudze
- 23. Juni bis 8. Juli --- Verfolgungskämpfe an der galizisch-polnischen Grenze
- 13. bis 18. Juli --- Schlacht bei Grabowiec (Zaborce-Gdeszyn)
- 19. bis 30. Juli --- Schlacht bei Wojslawice (Uchanie-Feliksow-Wojslawice)
- 1. bis 3. August --- Schlacht bei Cholm
- 7. bis 12. August --- Schlacht an der Uckerka; Hansk
- 13. bis 17. August --- Schlacht bei Wlodawa
- 18. bis 24. August --- Koden-Kopytow; Angriff auf Brest-Litowsk
- 25. bis 26. August --- Einnahme von Brest-Litowsk
- 27. bis 28. August --- Verfolgung auf Kobryn
- 29. bis 30. August --- Gefecht bei Kobryn
- 4. bis 9. September --- Gefecht bei Bereza-Kartuska
- 13. bis 18. September --- Schlacht bei Sionim
- 19. bis 24. September --- Kämpfe an der oberen Schtschara-Serwetsch
- ab 25. September --- Stellungskämpfe an der oberen Schtschara-Serwetsch
  - 20. bis 22. Oktober --- Gefecht bei Telechany-Wolka
  - 12. Dezember --- Gefecht nördlich Wolka

#### 1916
- bis 31. Dezember --- Stellungskämpfe an der oberen Schtschara-Serwetsch
  - 2. bis 19. Juli --- Schlacht von Baranowitschi
  - 10. Juli bis 9. August --- Schlacht bei Baranowitschi-Gorodischtsche
  - 30. Juli --- Gefecht bei Osaritschi
  - 31. Juli --- Gefecht nördlich Wolka
  - 9. bis 10. November --- Gefecht bei Skrobowa

#### 1917
- 1. Januar bis 17. September --- Stellungskämpfe am oberen Schtschtara-Serwetsch
- 17. September bis 1. Dezember --- Stellungskämpfe in den Prypjatsümpfen
- 2. bis 17. Dezember --- Waffenruhe
- ab 17. Dezember --- Waffenstillstand

#### 1918
- bis 18. Februar --- Waffenstillstand
- 18. Februar bis 21. Juni --- Kämpfe zur Unterstützung der Ukraine
- 22. Juni bis 15. November --- Besetzung der Ukraine
- ab 16. November --- Räumung der Ukraine

#### 1919
- bis 16. März --- Räumung der Ukraine

## Kommandeure
| Dienstgrad      | Name                         | Datum                             |
| --------------- | ---------------------------- | --------------------------------- |
| Generalleutnant | Max Philipp von Schmettau    | 2. August 1914 bis 19. Juni 1915  |
| Generalleutnant | Ernst Heinrich von der Becke | 20. Juni 1915 bis 31. Januar 1919 |